# Maltase
Maltase (alfa-glucosidase) is een enzym dat de disacharide maltose afbreekt door middel van hydrolyse in 2 moleculen alfa- glucose. Maltose reageert hierbij met een watermolecuul. Het wordt in allerlei soorten organismen gevonden, van planten tot bacteriën en gist tot mensen.
Het enzym speelt onder andere een rol in het afbreken van zetmeel wat zich afspeelt in de dunne darm.